# Меседа (Челябинская область)
Меседа́ — село в Катав-Ивановском районе Челябинской области России, центр Месединского сельского поселения.

## География
Расположено у реки Меседы, в 28 км восточнее районного центра города Катав-Ивановска. Высота над уровнем моря 494 м. Глава села — Разин Дмитрий Владимирович.

## Население
| 2002 | 2010 |
| ---- | ---- |
| 342  | ↘275 |

## Инфраструктура
В селе действуют отделение «Почты России», библиотека, ООО «Тет-а-тет».

## Уличная сеть
В селе 6 улиц.